# 50 złotych 1983 Teatr Wielki
50 złotych 1983 Teatr Wielki – okolicznościowa moneta pięćdziesięciozłotowa, wprowadzona do obiegu 6 maja 1983 r. zarządzeniem z 22 kwietnia 1983 r. (M.P. z 1983 r. nr 16, poz. 92), wycofana z dniem denominacji z 1 stycznia 1995 r., rozporządzeniem prezesa Narodowego Banku Polskiego z dnia 18 listopada 1994 r. (M.P. z 1994 r. nr 61, poz. 541).
Monetę wybito z okazji 150. rocznicy budowy Teatru Wielkiego w Warszawie.

## Awers
W centralnej części umieszczono godło – orła bez korony, po bokach rok „19 83", pod łapą znak mennicy w Warszawie, poniżej napis „ZŁ 50 ZŁ”, dookoła napis „POLSKA RZECZPOSPOLITA LUDOWA”.

## Rewers
Na tej stronie monety znajduje się budynek Teatru Wielkiego w Warszawie, dookoła napis „150 LAT TEATRU WIELKIEGO”, a z prawej strony teatru, monogram projektantki.

## Nakład
Monetę bito w Mennicy Państwowej, w miedzioniklu, na krążku o średnicy 30,5 mm, masie 11,7 grama, z rantem ząbkowanym, w nakładzie 615 000 sztuk, według projektów:
- Anny Jarnuszkiewicz (awers) oraz
- Ewy Olszewskiej-Borys (rewers).

## Opis
Moneta jest jedną z jedenastu pięćdziesięciozłotówek okolicznościowych bitych w miedzioniklu, latach 1979–1983.

## Wersje próbne
Istnieje wersja tej monety należąca do serii próbnej w niklu z wypukłym napisem „PRÓBA”, wybita w nakładzie 500 sztuk oraz wersja próbna technologiczna, z wypukłym napisem „PRÓBA”, w miedzioniklu, w nakładzie 20 sztuk.